# 2009 Voloshina
A 2009 Voloshina (ideiglenes jelöléssel 1968 UL) a Naprendszer kisbolygóövében található aszteroida. Tamara Mikhaylovna Smirnova fedezte fel 1968. október 22-én.